# Tylana separanda
Tylana separanda är en insektsart som beskrevs av Melichar 1906. Tylana separanda ingår i släktet Tylana och familjen sköldstritar. Inga underarter finns listade i Catalogue of Life.